# Leiolopisma alazon
Leiolopisma alazon là một loài thằn lằn trong họ Scincidae. Loài này được Zug mô tả khoa học đầu tiên năm 1985.